# Skabersjö mölla

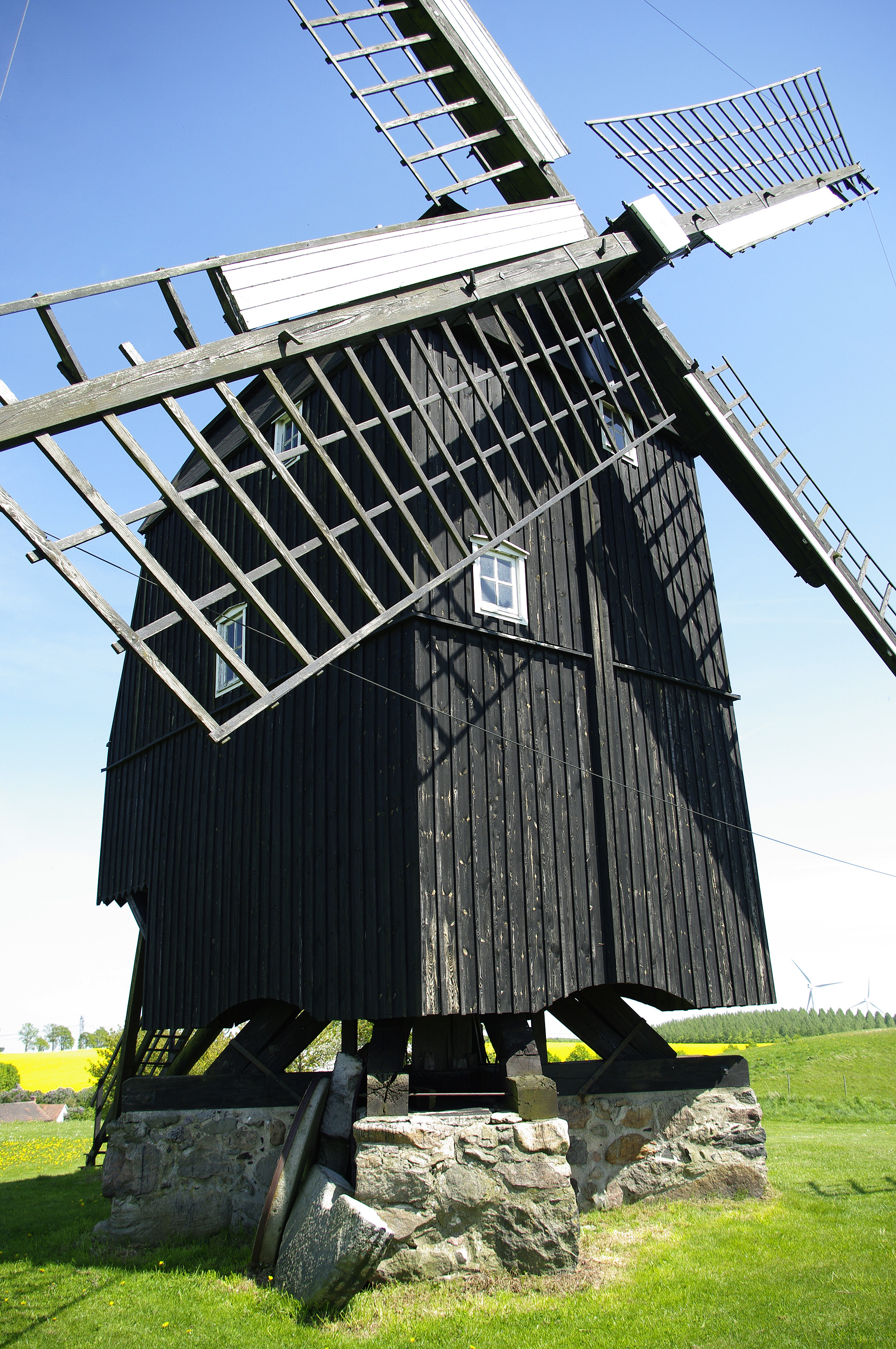
Skabersjö mölla.

Skabersjö mölla från 1838 är belägen söder om Skabersjö bygata. Med sitt höga läge är den ett riktmärke som ses långt ifrån. Den är en så kallad stubbamölla eller på skånska stabbamölla. Till skillnad från de flesta stubbamöllor är Skabersjö mölla av ansenlig storlek.
Kvarndriften i Skåne bestod fram till början av 1700-talet av stubbamöllor och vattenmöllor. Stubbamöllorna hade ett litet trähus som kunde vridas runt kring en grov trästolpe eller stubbe. I början av 1700-talet infördes en ny teknik genom de så kallade ”holländaremöllorna”. Dessa uppfördes på hög stengrund och endast möllans topp kunde vridas. En av de första i detta slag i Skåne var ”Kattamöllan” som stod på vallen invid Söderport i Malmö.
Bland de äldsta avbildningarna av stubbamöllor i Skåne är de kopparstick som Braun & Hogenberg publicerade på 1580-talet. Här ser man till exempel på Malmövyn åtskilliga stubbamöllor vid den så kallade Möllevången söder om staden.
Skabersjö mölla ligger nära det medeltida Skabersjö slott och möllan har alltid varit i godsets ägo. 1838 lät greve Tage Thott uppföra möllan. Sedan dess har ett flertal arrendatorer haft sin utkomst av möllan. Dessa har bott i Möllaregården, belägen nedanför kullen i Skabersjö byagata. Den siste möllaren var Jöns Nilsson Fritz och han upphörde 1951 med mölledriften. Han hade då innehaft arrendet sedan 1896.
1989 bildades Föreningen Skabersjö Mölla och tre år senare kunde man återinviga den då nyrestaurerade möllan. Föreningen ansvarar i dag för skötseln av möllan.
Efter att möllan genomlevt många stormar blev stormen Egon 2015 en storm för mycket. Två vingar blev skadade, av olika par, vilket betyder att alla vingar måste bytas ut. Kostnaden för reparationen är mellan 400000 och 600000 kr, med hjälp från utåtstående hantverkare. 
Reparationen ligger ca tre år in i framtiden då virket till vingarna måste ligga på tork i tre år innan man kan börja såga upp stockarna till bjälkar och brädor i häckverket. Vilket betyder att möllan kommer stå utan vingar i ca 3 år. År 2024 saknar möllan fortfarande vingar.

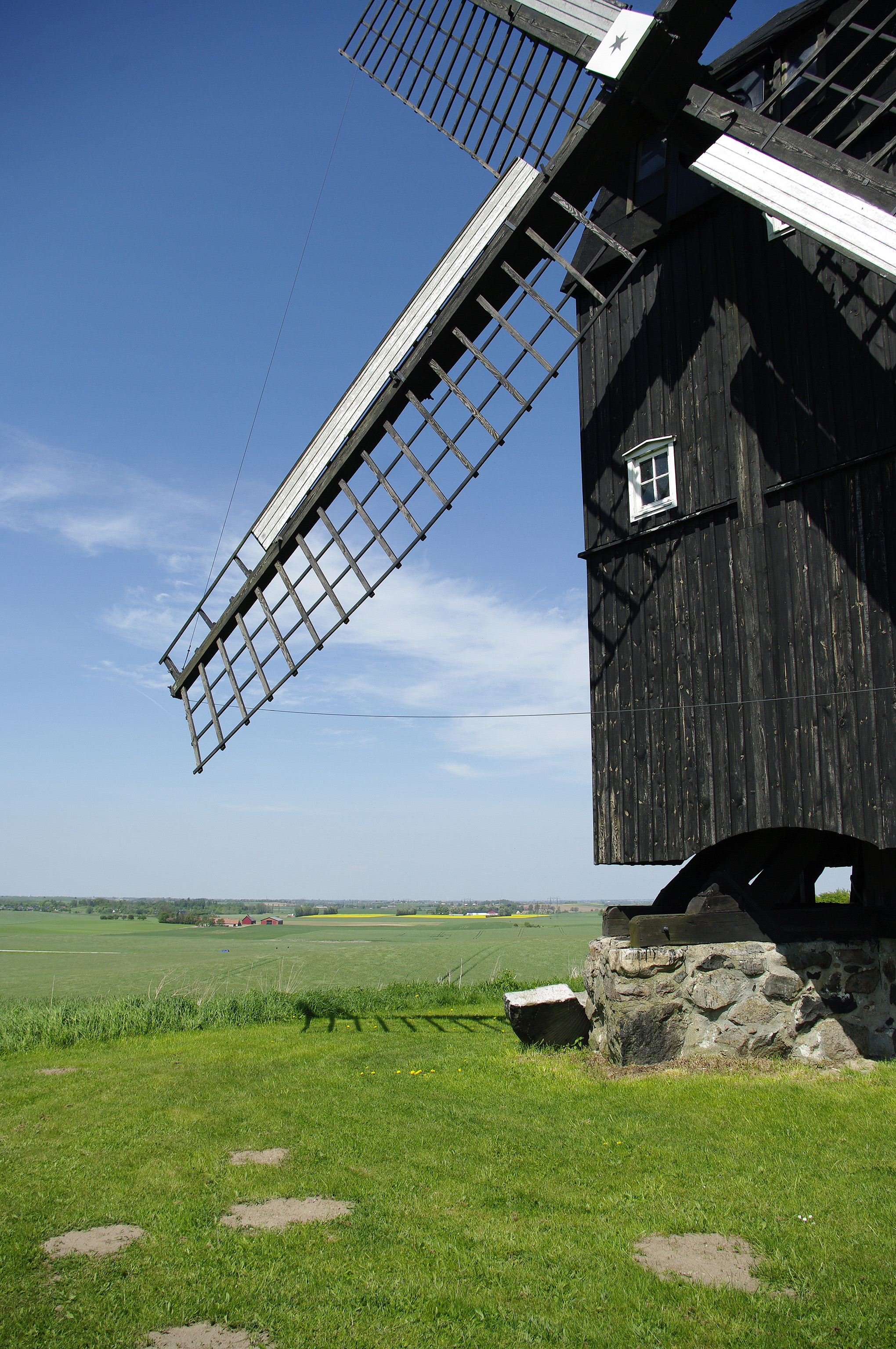
Utsikt mot Lund i nordväst.
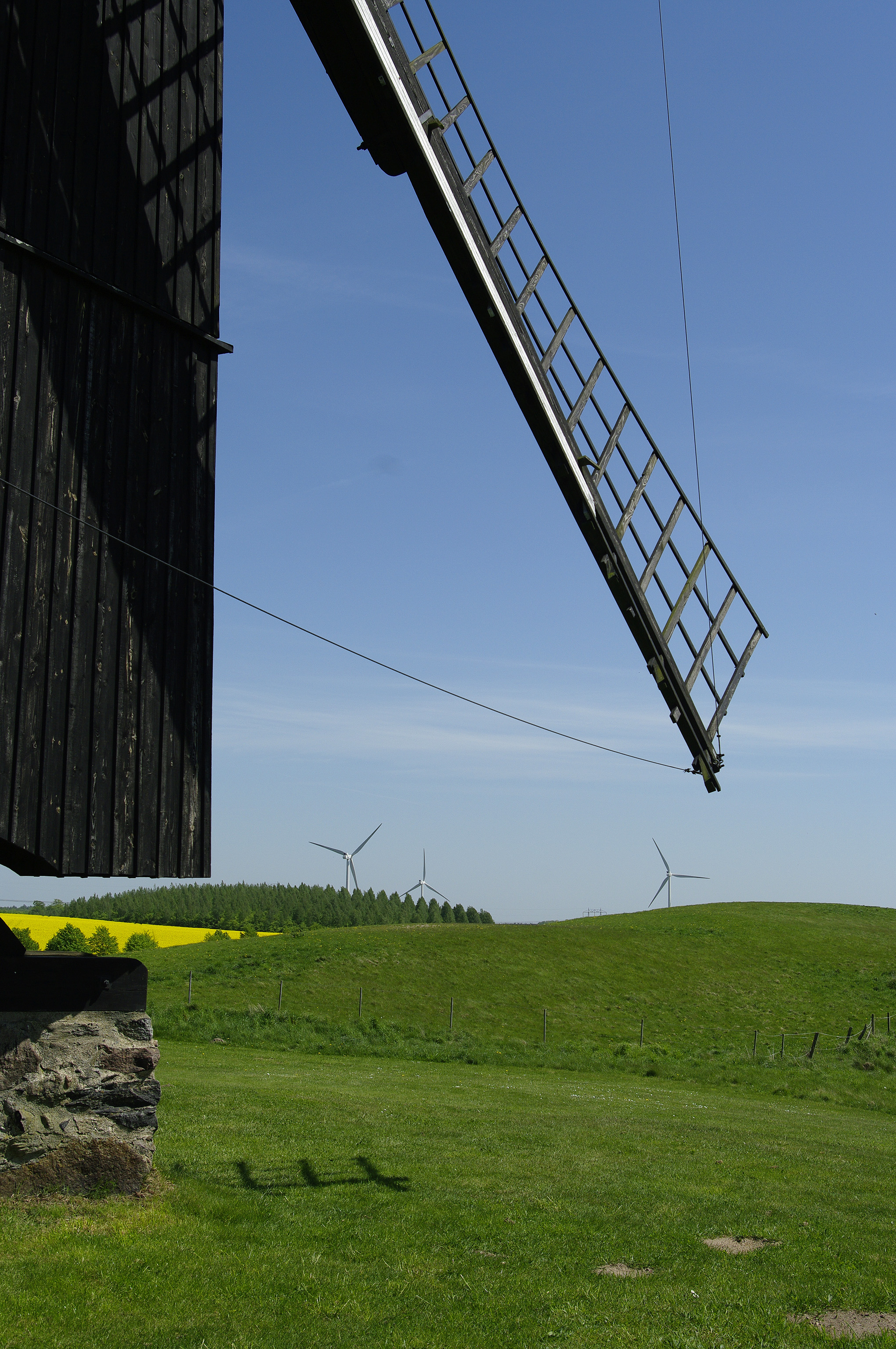
Moderna vindmöllor.